# Dmitry Fyodorovich Lavrinenko
Dmitri Fiodorovich Lavrinenko (tiếng Nga: Дмитрий Фёдорович Лавриненко; 10 tháng 9 năm 1914 - 18 tháng 12 năm 1941) là một người lính lái xe tăng T-34 của Hồng quân Liên Xô trong Thế chiến thứ hai. Nhờ những thành tích trong cuộc chiến tranh Vệ quốc Vĩ đại chống lại quân đội Đức quốc xã, ông đã được phong tặng danh hiệu Anh hùng Liên bang Xô viết. Ông là người tiêu diệt được nhiều xe tăng địch nhất bên phía quân Đồng minh trong cuộc chiến.

## Tiểu sử
Lavrinenko sinh vào ngày 10 tháng 9 năm 1914 tại Besstrashnaya thuộc Ekaterinodar (Krasnodar ngày nay) trong một gia đình có giòng dõi người Cossack Kuban. Ban đầu, ông làm giáo viên nhưng tự nguyện nhập ngũ vào Hồng quân Liên Xô năm 1934. Sau một năm hoạt động bên kỵ binh, ông chuyển sang theo học tại Học viện Xe tăng Liên Xô tại Ulyanovsk và hoàn thành khoá học tại đây vào tháng 5 năm 1938. Ông tham gia chiến dịch tại Ba Lan (1939) và Bessarabia (1940).
Khi quân Đức tấn công Liên Xô vào mùa hè năm 1941, ông nhận quyền chỉ huy xe tăng tại Sư đoàn tăng 15, Quân đoàn cơ giới 16. Khi quân Liên Xô tử thủ Moskva, ông tham gia Lữ đoàn tăng số 4 (sau nâng lên cấp sư đoàn). Ông được lại loại xe tăng T-34/76 mới. 3 phát bắn trúng đích đầu tiền của ông được thực hiện tại quanh khu vực Orjol và Mzensk. Vào tháng 10 năm 1941, Lavrinenko đã tự tay tiêu diệt 16 xe tăng Đức trong một trận duy nhất. Phát bắn trúng đích cuối cùng của ông được thực hiện vào ngày ông mất. Vào ngày 18 tháng 12 năm 1941, Lavrinenko tử trận ngay sau khi giải phóng ngôi làng Goryuny và tiêu diệt xe tăng thứ 52 của mình. Ngay sau khi bị đẩy lui, người Đức bắt đầu tấn công mạnh vào ngôi làng. Lavrinenko đã rời khỏi chiếc T-34 của mình ở gần ngôi làng và cố gắng tiếp cận chỉ huy của Lữ đoàn Thiết giáp số 17, Đại tá N. Chernoyarov, để báo cáo chiến thắng của ông nhưng ông đã bị giết bởi một mảnh đạn súng cối.
Với việc tiêu diệt 58 xe tăng và pháo tự hành của quân Đức vào năm 1941 trong Chiến dịch Barbarossa ở Mặt trận phía Đông của Thế chiến II, ông được coi là một trong những chiến sĩ lái xe tăng hàng đầu của Liên Xô trong chiến tranh dù cho ông mất sớm vào năm 1941. Ông đã đạt được những ấn tượng kết quả bằng cách tận dụng những khả năng của loại xe tăng T-34 mới. Bộ giáp cũng như khả năng di chuyển tuyệt vời của chiếc xe tăng T-34 đã được Lavrinenko tận dụng một cách triệt để.
Sau khi hy sinh, ông nhận được Huân chương Lenin. Vào ngày 5 tháng 5 năm 1990, ông được phong tặng danh hiệu Anh hùng Liên bang Xô viết.
Tổng số xe tăng bị Lavrinenko tiêu diệt tương đối nhỏ so với những người khác như Michael Wittmann (138 xe tăng và 132 pháo chống tăng), Otto Carius (150 xe tăng), Kurt Knispel (168 xe tăng) và một số khác. Tuy nhiên, hầu như tất cả các binh sĩ người Đức chiến đấu gần như từ đầu đến cuối cuộc chiến. Lavrinenko đã phá hủy 52 chiếc xe tăng chỉ trong 2,5 tháng chiến đấu ác liệt vào năm 1941. Đây là một kết quả xuất sắc trong Quân đội Xô Viết và không một sĩ quan quân đội Đồng Minh nào vượt qua được ông trong suốt thời kỳ chiến tranh.